# Jardim (kommun i Brasilien, Ceará, lat -7,64, long -39,24)
Jardim är en kommun i Brasilien.   Den ligger i delstaten Ceará, i den östra delen av landet, 1 300 km nordost om huvudstaden Brasília. Antalet invånare är 26 697.
Omgivningarna runt Jardim är huvudsakligen savann. Runt Jardim är det ganska glesbefolkat, med 36 invånare per kvadratkilometer.